# Fred A. Seaton
Fred A. Seaton (Washington, 1909. december 11. – Minneapolis, 1974. január 16.) az Amerikai Egyesült Államok szenátora (Nebraska, 1951–1952).